# 2. únor
2. únor je 33. den roku podle gregoriánského kalendáře. Do konce roku zbývá 332 dní (333 v přestupném roce). Svátek má Nela.

## Události

### Česko
- 1983
  - 3. mluvčí Charty 77 se stala Marie Rút Křížková.
  - Tým lékařů vedený profesorem Vladimírem Kořístkem z II. chirurgické kliniky Fakultní nemocnice u sv. Anny v Brně poprvé v Československu transplantuje játra člověku.
- 1989 – V Československu byla vykonána poslední poprava v české části republiky (pětinásobný vrah Vladimír Lulek).
- 1993 – Prvním českým prezidentem se stal Václav Havel.
- 1998 – Českým prezidentem se stal podruhé Václav Havel.

### Svět
- 0506 – Vizigótský král Alarich II. vydal Lex Romania Visigothorum.
- 0962 – Východofranský král Ota I. Veliký byl papežem Janem XII. korunován římským císařem.
- 1461 – Války růží: V bitvě u Mortimers Cross porazili Yorkové v čele s Eduardem, hrabětem z Marchu vojsko Lancasterů vedené Owenem Tudorem.
- 1536 – Španělský conquistador Pedro de Mendoza založil město Buenos Aires.
- 1709 – Byl zachráněn trosečník Alexander Selkirk, předloha pro postavu Robinsona Crusoe spisovatele Daniela Defoea.
- 1848 – Mírová smlouva z Guadalupe Hidalgo ukončila mexicko-americkou válku.
- 1876 – V New Yorku je založena národní baseballová liga.
- 1901 – Pohřeb britské královny Viktorie.
- 1920 – V Tartu byla podepsána sovětsko-estonská smlouva, která ukončila estonskou válku za nezávislost.
- 1943 – Kapitulovala severní skupina 6. armády polního maršála Friedricha Pauluse. Tím skončila Bitva u Stalingradu.
- 1944 – Druhá světová válka v Tichomoří, operace Flintlock: Američané ovládli Roi-Namur.
- 1945
  - V Berlíně byl popraven Carl Friedrich Goerdeler. Bývalý starosta Lipska byl vedoucím členem německého odboje.
  - Ekvádor vyhlásil válku Německu a Japonsku.
- 1971 – Byla vyhlášena Ramsarská úmluva o mokřadech.

## Narození

### Česko

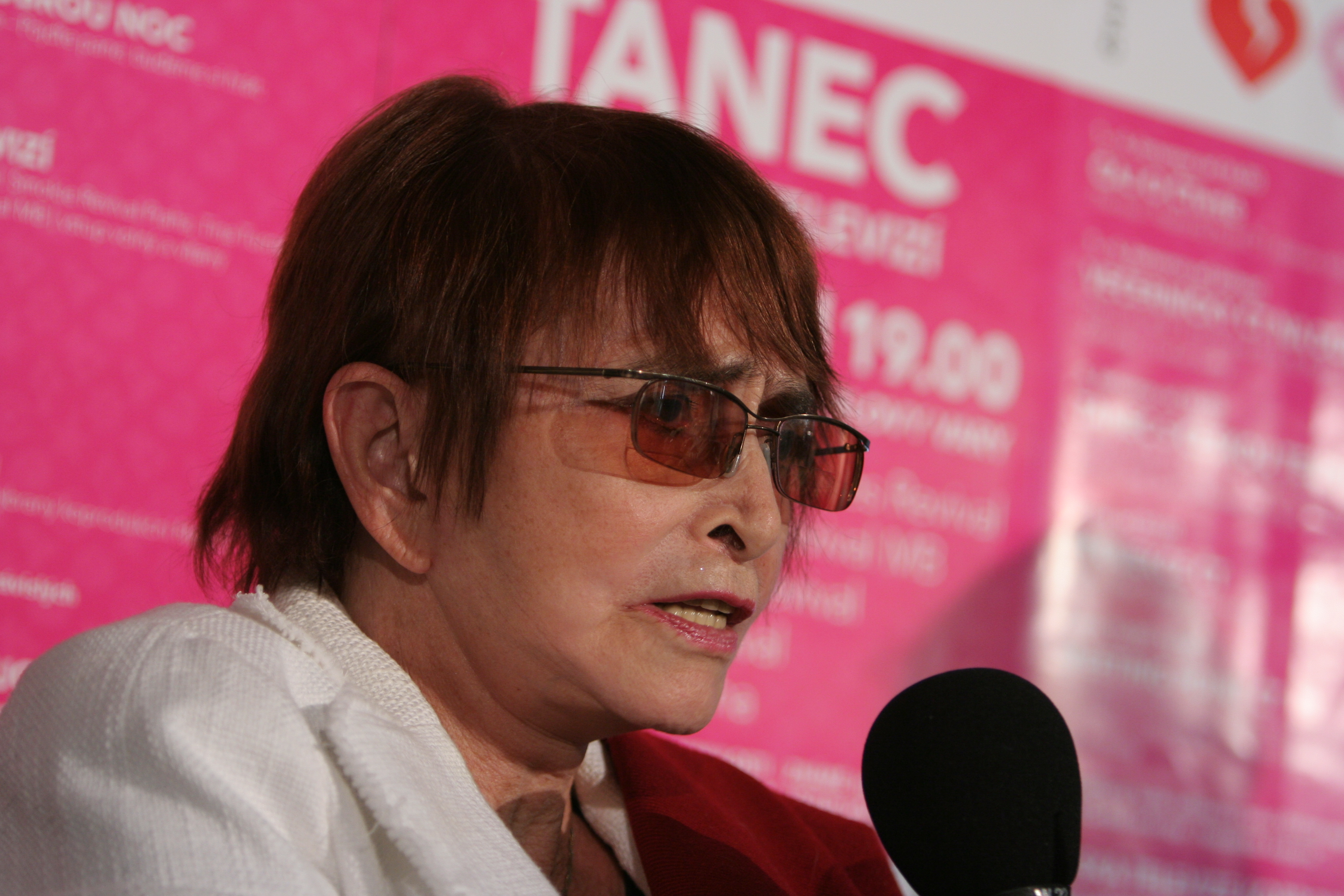
Věra Chytilová (* 1929)

- 1711 – Václav Antonín Kounic, šlechtic a diplomat († 27. června 1794)
- 1773 – Vincenc Tuček, skladatel a dirigent († 1821)
- 1803 – Josef Množislav Bačkora, pedagog († 5. prosince 1876)
- 1804 – Leopold Eugen Měchura, hudební skladatel († 11. února 1870)
- 1816 – Wenzel Neumann, rakouský a český podnikatel a politik († 2. listopadu 1880)
- 1817 – Eduard Veselý, sochař, řezbář, restaurátor a pedagog († 24. října 1892)
- 1828 – Josef Porkert, průmyslník († 27. dubna 1895)
- 1829 – Josef Mikuláš Boleslavský, nakladatel, novinář a dramatik († 21. července 1892)
- 1831 – Jindřich Blažej Vávra, lékař, cestovatel a botanik († 26. května 1887)
- 1834 – Blažej Mixa, politik († 24. prosince 1915)
- 1835 – Viktorína Brand, šlechtična († po 1915)
- 1846 – Mathilde Weissmannová-Zavrtalová, operní pěvkyně († 22. července 1908)
- 1859 – František Fuksa, právník a divadelní ředitel († prosinec 1938)
- 1860 – Antonín Čech, litoměřický světící biskup († 26. srpna 1929)
- 1867 – Otakar Kukula, lékař, profesor chirurgie († 11. srpna 1925)
- 1869 – Josef Štemberka, lidický kněz († 10. června 1942)
- 1888 – Gustav Porš, malíř († 2. května 1955)
- 1889 – Emil Vachek, spisovatel († 1. května 1964)
- 1895
  - Jiřina Skupová, loutkoherečka († 11. července 1970)
  - Emmerich Alois Hruška, spisovatel a malíř († 11. května 1957)
- 1897 – Roman Blahník, hudební skladatel, klavírista a kapelník  († 22. prosince 1966)
- 1900 – Jarka Mottl, hudební tvůrce († 31. března 1986)
- 1908 – Otto Maria Stritzko, malíř, grafik a restaurátor († 24. června 1986)
- 1918 – Jindřich Čoupek, voják a příslušník výsadku Bivouac († 22. září 1942)
- 1924 – Josef Režný, dudák a folklorista († 10. prosince 2012)
- 1929
  - Jan Gross, herec († 15. dubna 1994)
  - Věra Chytilová, filmová režisérka a pedagožka († 12. března 2014)
- 1930
  - Jan Čeřovský, botanik a ekolog († 7. září 2014)
  - Miroslav Raichl, hudební skladatel († 11. ledna 1998)
  - Zbyněk Hejda, básník a překladatel († 16. listopadu 2013)
- 1932 – Pavla Lidmilová, překladatelka († 25. ledna 2019)
- 1935 – Josef Trousil, československý atlet, běžec
- 1939 – Ladislav Mrkvička, herec († 27. prosince 2020)
- 1942
  - Marie Marečková, historička
  - Václav Pačes, biochemik, předseda Akademie věd České republiky
  - Josef Volák, prozaik a překladatel
- 1943
  - Jindřich Francek, historik a archivář
  - Petr Chudožilov, spisovatel v exilu
- 1945
  - Jiří Horáček, teoretický fyzik
  - Ivan Havlíček, fyzik a politik († 25. listopadu 2023)
- 1950 – Marie Stiborová, bioložka a politička († 13. února 2020)
- 1957
  - Erik Pardus, herec († 10. května 2011)
  - Jan Jiráň, herec, hudebník, písničkář
- 1960
  - Ondřej Kryštof Kolář, historik a numizmatik († 4. března 2021)
  - Věra Martinová, zpěvačka a kytaristka
- 1975 – Lenka Geislerová, výtvarnice
- 1976 – Laďka Něrgešová, herečka
- 1977 – Libor Sionko, fotbalista
- 1983 – Ondřej Brzobohatý, hudební skladatel

### Svět

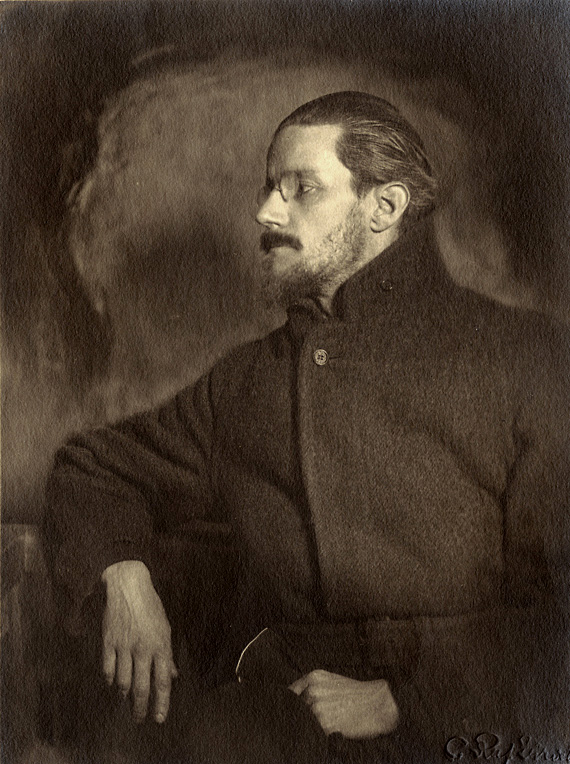
James Joyce (* 1882)

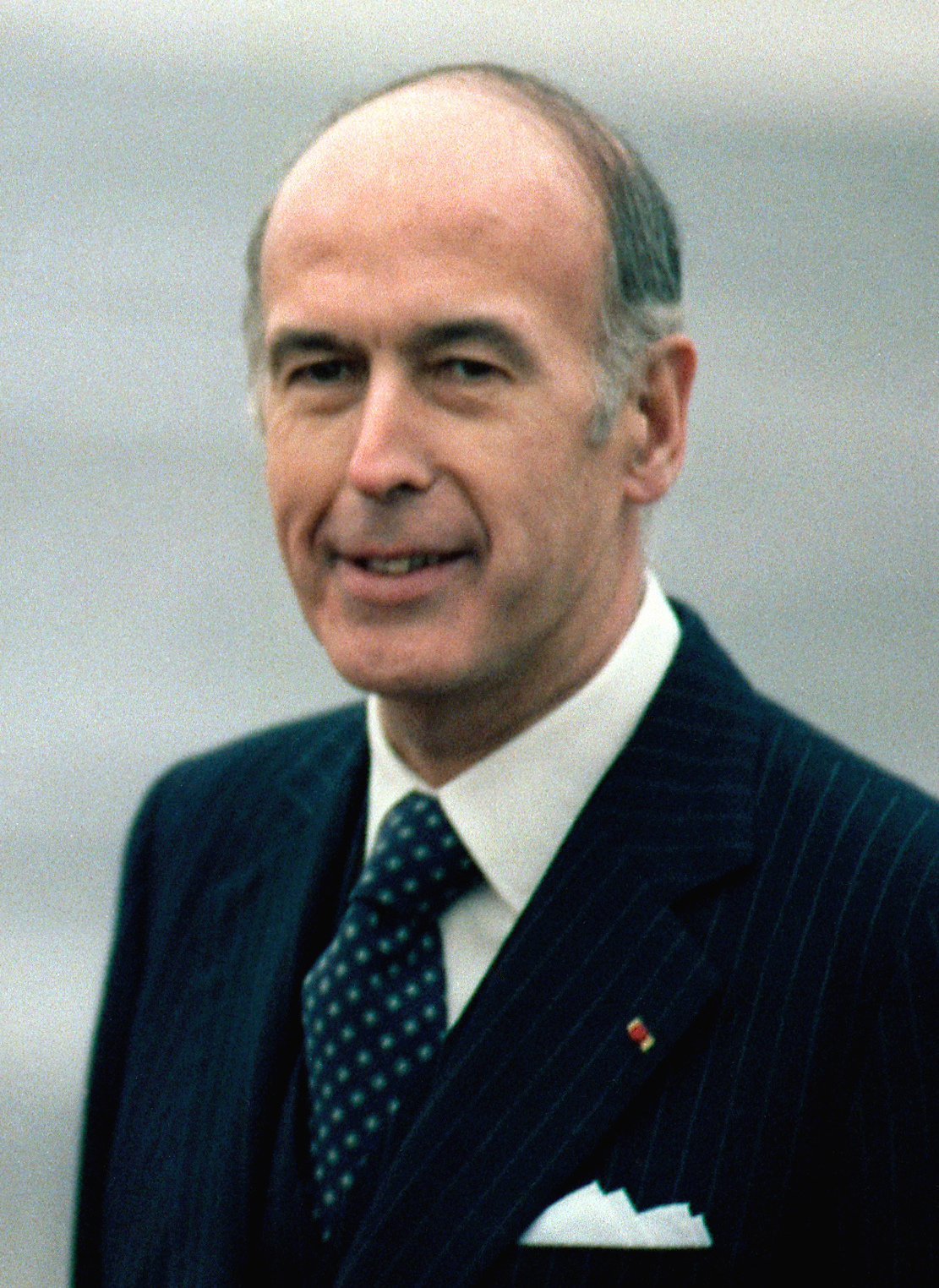
Valéry Giscard d'Estaing (* 1926)

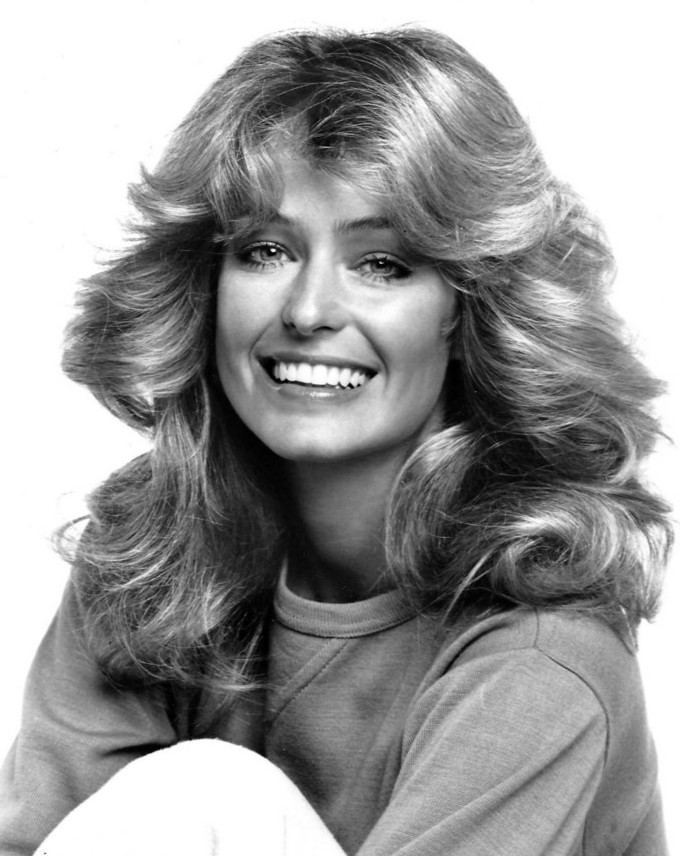
Farrah Fawcett (* 1947)

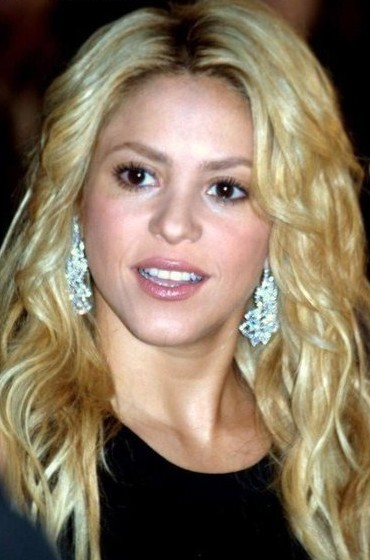
Shakira (* 1977)

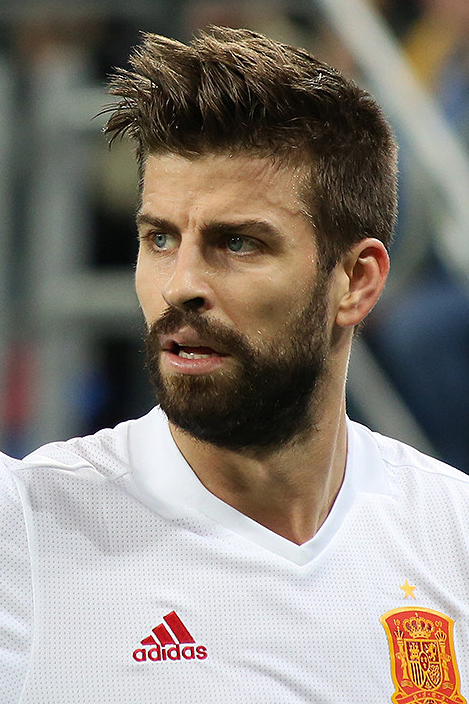
Gerard Piqué (* 1987)

- 1208 – Jakub I. Aragonský, aragonský král, král Mallorky a Valencie († 27. července 1276)
- 1426 – Eleonora Navarrská, hraběnka z Foix a navarrská královna († 12. února 1479)
- 1455 – Jan I. Dánský, dánský, norský a švédský král († 20. února 1513)
- 1487 – Jan Zápolský, uherský král († 22. července 1540)
- 1494 – Bona Sforza, polská královna († 19. listopadu 1557)
- 1503 – Kateřina Tudorovna, sedmé a poslední dítě krále Jindřicha VII. Tudora († 10. února 1503)
- 1522
  - Matouš Cythardus, probošt litoměřické kapituly († 31. října 1566)
  - Lodovico Ferrari, italský matematik († 5. října 1565)
- 1536 – Hidejoši Tojotomi, japonský daimjó († 18. září 1598)
- 1551 – Mikuláš Reimarus Ursus, matematik a astronom na dvoře Rudolfa II. († 16. října 1600)
- 1566 – Michal Sendivoj ze Skorska, polský chemik a alchymista († 18. srpna 1636)
- 1568 – Peter Révai, slovenský spisovatel, básník, zemský hodnostář († 4. června 1622)
- 1596 – Jacob van Campen, nizozemský barokní umělec († 13. září 1657)
- 1649 – papež Benedikt XIII. († 21. února 1730)
- 1669 – Louis Marchand, francouzský skladatel, cembalista a varhaník († 17. února 1732)
- 1700 – Johann Christoph Gottsched, německý dramatik, divadelní teoretik († 12. prosince 1766)
- 1716 (nebo 1717) – Ernst Gideon von Laudon, rakouský vojevůdce († 14. července 1790)
- 1754 – Charles Maurice de Talleyrand-Périgord, francouzský státník a diplomat († 17. května 1838)
- 1767 – Johann Heinrich Friedrich Link, německý přírodovědec a botanik († 1. ledna 1851)
- 1779 – Marie Naryškina, milenka ruského cara Alexandra I. († 6. září 1854)
- 1785 – Isabella Colbran, španělská sopranistka († 7. října 1845)
- 1811 – Aristide Cavaillé-Coll, francouzský varhanář († 13. října 1899)
- 1829 – Alfred Brehm, německý zoolog († 11. listopadu 1884)
- 1849 – Pavol Országh Hviezdoslav, slovenský spisovatel († 8. listopadu 1921)
- 1859 – Havelock Ellis, anglický sexuolog († 8. července 1939)
- 1861 – Solomon R. Guggenheim, americký průmyslník a mecenáš († 3. listopadu 1949)
- 1866 – Enrique Simonet, španělský malíř († 20. dubna 1927)
- 1869 – Jean Périer, francouzský barytonista († 6. listopadu 1954)
- 1873
  - Leo Fall, vídeňský operetní skladatel († 16. září 1925)
  - Konstantin von Neurath, říšský protektor v Protektorátu Čechy a Morava († 14. srpna 1956)
- 1874 – Kazimierz Nitsch, polský jazykovědec († 26. září 1958)
- 1875 – Fritz Kreisler, rakouský houslový virtuos a hudební skladatel († 29. ledna 1962)
- 1876 – Alexej Vasiljevič Hanzen, ruský malíř († 19. října 1937)
- 1881 – Miloslav Schmidt, zakladatel sboru dobrovolných hasičů na Slovensku († 8. května 1934)
- 1882 – James Joyce, irský spisovatel a básník († 13. ledna 1941)
- 1885 – Michail Frunze, sovětský politik a vojenský velitel († 31. října 1925)
- 1887 – Violet Wegnerová, princezna černohorská († 17. října 1960)
- 1891 – Antonio Segni, premiér a prezident Itálie († 1. prosince 1972)
- 1892 – Valerian Pavlovič Pravduchin, ruský spisovatel († 28. srpna 1938)
- 1893 – Damdin Süchbátar, vůdce Mongolské národní revoluce († 20. února 1923)
- 1895 – Čchen Čcheng-po, čínský a tchajwanský malíř († 25. března 1947)
- 1896 – Kazimierz Kuratowski, polský matematik († 18. června 1980)
- 1901 – Gerhard Husch, nizozemský barytonista († 21. listopadu 1984)
- 1904 – Valerij Čkalov, sovětský letec († 15. prosince 1938)
- 1905
  - George Sprague Myers, americký ichtyolog († 4. listopadu 1985)
  - Ayn Rand, americká spisovatelka a filosofka († 6. března 1982)
- 1906 – Zerach Warhaftig, izraelský politik († 26. září 2002)
- 1907
  - Marie Kirillovna Romanovová, ruská velkokněžna († 25. října 1951)
  - Truong Chinh, vietnamský prezident († 30. září 1988)
- 1908 – Renzo Rossellini, italský skladatel († 13. května 1982)
- 1912 – Millvina Dean, poslední žijící osoba, která se plavila na lodi Titanic a zároveň nejmladší pasažérka na Titanicu († 31. května 2009)
- 1915 – Abba Eban, ministr zahraničních věcí Izraele († 17. listopadu 2002)
- 1916 – Xuân Diệu, vietnamský básník († 18. prosince 1985)
- 1918 – Hella S. Haasse, nizozemská spisovatelka († 29. září 2011)
- 1923
  - France Bučar, slovinský právník a politik († 20. října 2015)
  - Svetozar Gligorić, srbský šachový velmistr († 14. srpna 2012)
- 1924
  - Hedviga Bystrická, slovenská mikropaleontoložka († 8. ledna 2018)
  - Sonny Stitt, americký jazzový saxofonista († 22. července 1982)
- 1926
  - Valéry Giscard d'Estaing, dvacátý prezident Francie († 2. prosince 2020)
  - Miguel Obando y Bravo, nikaragujský kardinál († 3. června 2018)
- 1927 – Stan Getz, americký jazzový saxofonista († 6. června 1991)
- 1928 – Ciriaco de Mita, premiér Itálie († 26. května 2022)
- 1931 – Dries van Agt, premiér Nizozemska († 5. února 2024)
- 1932
  - Hans Eberhard Mayer, německý historik
  - Jodie Christian, americký jazzový klavírista († 13. února 2012)
- 1933
  - Than Šwei, vládce Myanmaru
  - Orlando „Cachaíto“ López, kubánský jazzový kontrabasista († 9. února 2009)
- 1939
  - Dale T. Mortensen, americký ekonom, nositel Nobelovy ceny († 9. ledna 2014)
  - Simon Estes, americký basbarytonista
- 1942
  - Graham Nash, britský zpěvák, kytarista a skladatel
  - James Blood Ulmer, americký bluesový a jazzový kytarista a zpěvák
- 1944
  - Antonio Cantafora, italský herec
  - Paolo Eleuteri Serpieri, italský komiksový ilustrátor a spisovatel
  - Andrew Davis, anglický dirigent
- 1946 – Alpha Oumar Konaré, prezident Mali
- 1947 – Farrah Fawcett, americká herečka († 25. června 2009)
- 1948 – Adolfas Šleževičius, premiér Litvy
- 1949
  - Brent Spiner, americký herec
  - Ross Valory, americký rockový kytarista, klávesista, zpěvák a skladatel
- 1950 – Barbara Sukowa, německá herečka
- 1952
  - Pak Kun-hje, prezidentka Korejské republiky
  - Carol Ann Susiová, americká herečka († 11. listopadu 2014)
- 1953 – Charles Petzold, americký matematik a programátor
- 1954
  - Hansi Hinterseer, rakouský lyžař
  - Júdži Takada, japonský zápasník, olympijský vítěz
- 1955
  - Leszek Engelking, polský spisovatel, překladatel, literární vědec († 22. října 2022)
  - Jürg Röthlisberger, reprezentant Švýcarska v judu, olympijský vítěz
- 1956
  - Adnan Oktar, turecký islámský aktivista
  - Ştefan Rusu, rumunský zápasník, olympijský vítěz
- 1959 – Hubertus von Hohenlohe, fotograf, zpěvák a závodník alpského lyžování
- 1963 – Andrej Kiska, slovenský prezident
- 1969 – Valerij Karpin, bývalý ruský fotbalista a trenér
- 1973 – Aleksander Tammert, estonský atlet, diskař
- 1977 – Shakira, americká popová zpěvačka
- 1978 – Rich Sommer, americký herec
- 1983 – Carolina Klüftová, švédská atletka, vícebojařka
- 1985 – Melody Gardot, americká zpěvačka, klavíristka a kytaristka
- 1986 – Gemma Artertonová, britská herečka
- 1987 – Gerard Piqué, španělský fotbalista
- 1988 – Zosia Mamet, americká herečka
- 1990 – Craig Breen, irský rallyový jezdec († 13. dubna 2023)
- 1994 – Aleksandra Mirosław, polská sportovní lezkyně
- 1996
  - Paul Mescal, irský herec
  - Harry Winks, britský fotbalista
- 2001 – Carlos Rodríguez, španělský silniční cyklista

## Úmrtí

### Česko
- 1124 – Bořivoj II., kníže (* okolo 1064)
- 1211 – Adléta Míšeňská, česká kněžna a královna (* po 1160)
- 1353 – Anna Falcká, manželka Karla IV. (* 26. září 1329)
- 1503 – Martin Kabátník, cestovatel a spisovatel (* okolo 1428)
- 1590 – Martin Medek z Mohelnice, katolický duchovní (* 1538)
- 1753 – Bernard Fischer, generální vikář litoměřické diecéze) (* 1703)
- 1787 – Ignác Raab, barokní malíř (* 5. září 1715)
- 1836 – Josef Vojtěch Sedláček, kněz, buditel a vlastenec (* 24. února 1785)
- 1852 – Josef Šmidinger, kněz, šiřitel knih (* 24. října 1801)
- 1876 – František Jan Mošner, lékař, profesor chirurgie (* 25. července 1797)
- 1906 – Josef Paukner, hudební skladatel (* 25. února 1847)
- 1912 – Bernhard Sperk, veterinář (* 23. července 1839)
- 1914 – Štěpán Pučálka, lékař, organizátor kulturního života a politik (* 26. prosince 1845)
- 1924 – Wilhelm Klein, rakouský archeolog (* 20. listopadu 1850)
- 1927 – Vojtěch Čipera, československý politik (* 20. dubna 1869)
- 1933 – Josef V. Pokorný, vlastenecký básník (* 15. března 1842)
- 1938
  - Karel Loevenstein, průmyslník a manažer (* 24. července 1885)
  - Friedrich Adler, německy píšící básník a překladatel (* 13. února 1857)
- 1962 – Richard Placht, sochař a rytec severočeského původu (* 4. ledna 1880)
- 1966 – Jindřich Hybler, sbormistr a hudební skladatel (* 31. prosince 1891)
- 1970 – Jaroslav Vogel, dirigent a hudební skladatel (* 11. ledna 1894)
- 1986
  - Vladimír Svatý, vynálezce a konstruktér (* 19. září 1919)
  - Rudolf Macudzinski, československý klavírista a hudební skladatel (* 29. dubna 1907)
- 1988 – Alois Mourek, fotbalista (* 21. září 1913)
- 1994 – Ivan Foustka, spisovatel (* 7. dubna 1928)
- 1999 – Vladimír Petlák, volejbalista, mistr světa (* 21. února 1946)
- 2005 – Luba Pellarová, dramaturgyně Národního divadla v Praze a překladatelka (* 10. srpna 1922)
- 2008 – Carola Biedermannová, právnička, spisovatelka, feministka (* 18. října 1947)
- 2010 – Svatopluk Technik, architekt, pedagog a publicista (* 7. března 1913)
- 2012 – Vilém Kropp, reportážní fotograf (* 15. července 1920)
- 2015 – Karel Malina, rozhlasový sportovní reportér (* 21. února 1931)
- 2020 – Ivan Král, hudebník a režisér (* 12. květen 1948)

### Svět

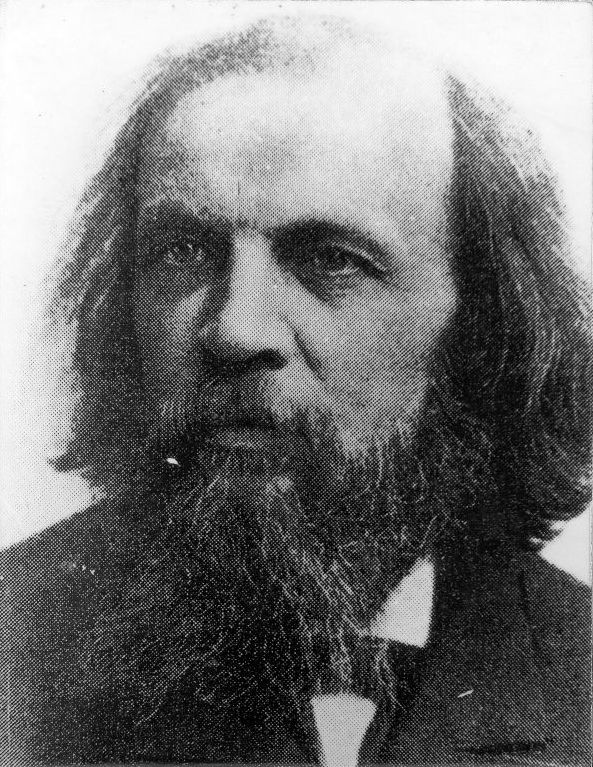
Dmitrij Ivanovič Mendělejev († 1907)

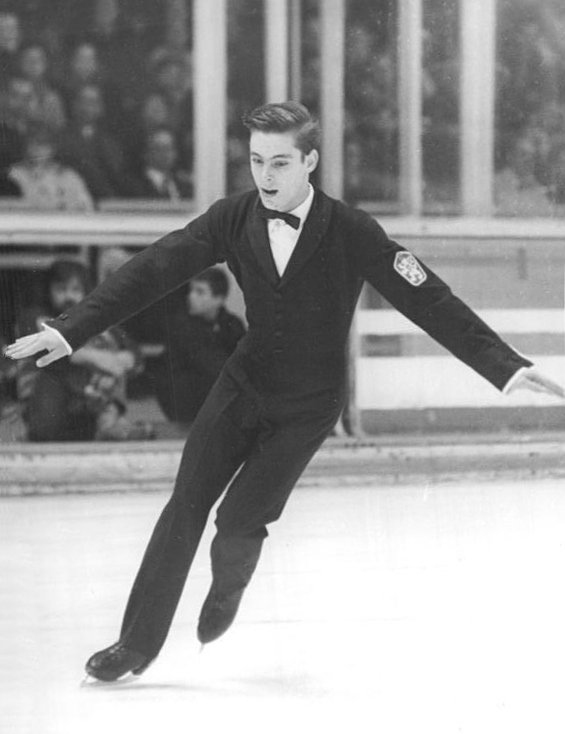
Ondrej Nepela († 1989)

- 1154 – Vjačeslav I. Kyjevský, vládce Kyjevské Rusy (* 1083)
- 1169 – Bertrand z Blancfortu, šestý velmistr a reformátor řádu Templářů (* 1109)
- 1209 – Alfons II. Provensálský, provensálský hrabě (* 1179)
- 1250 – Erik XI. Švédský, švédský král (* 1216)
- 1294 – Ludvík II. Hornobavorský, bavorský vévoda a rýnský falckrabě z dynastie Wittelsbachů (* 13. dubna 1229)
- 1392 – Anežka Habsburská, slezská vévodkyně (* asi 1321 až 1326)
- 1432 – Alžběta Visconti, bavorská vévodkyně (* 1374)
- 1435 – Johana II. Neapolská, neapolská královna (* 25. června 1373)
- 1594 – Giovanni Pierluigi da Palestrina, italský hudební skladatel (* okolo 1525)
- 1657 – Nicole Lotrinská, vévodkyně lotrinská (* 3. října 1608)
- 1660 – Gaston Orleánský, třetí syn francouzského krále Jindřicha IV. (* 25. dubna 1608)
- 1704 – Guillaume de l'Hôpital, francouzský matematik (* 1661)
- 1749 – André Cardinal Destouches, francouzský hudební skladatel (* 6. dubna 1672)
- 1769 – Klement XIII., papež (* 7. března 1693)
- 1812 – Isaac Titsingh, nizozemský chirurg a diplomat (* 10. ledna 1745)
- 1826 – Jean Anthelme Brillat-Savarin, francouzský právník, politik, gurmán a gastronom (* 1. dubna 1755)
- 1836 – Laetitia Ramolino, matka Napoleona (* 24. srpna 1750)
- 1866 – Léopold Aimon, francouzský skladatel (* 4. října 1779)
- 1873 – Šarlota Württemberská, ruská velkokněžna (* 9. ledna 1807)
- 1874 – Lunalilo, havajský král (* 31. ledna 1835)
- 1881 – Alexej Feofilaktovič Pisemskij, ruský spisovatel a dramatik (* 23. března 1821)
- 1886 – Edmund Heusinger, německý železniční konstruktér (* 12. května 1817)
- 1893 – Frederick Augustus Genth, americký chemik a mineralog (* 17. května 1820)Philip Seymour Hoffman († 2014)

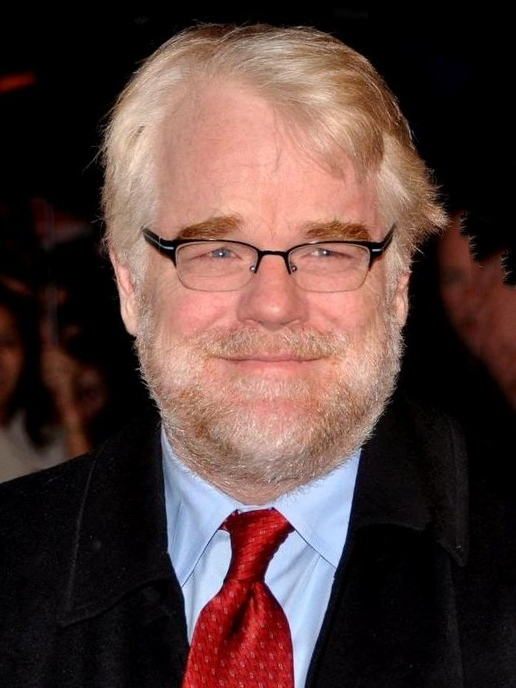
Philip Seymour Hoffman († 2014)

- 1905 – Elisabeth Wieseová, německá sériová vražedkyně (* 1850)
- 1907 – Dmitrij Ivanovič Mendělejev, ruský chemik (* 8. února 1834)
- 1910 – Camille Silvy, francouzský fotograf (* 8. května 1834)
- 1913 – Gustaf de Laval, švédský vynálezce (* 9. května 1845)
- 1918 – John Sullivan, americký boxer (* 15. října 1858)
- 1920 – Pál Szinyei Merse, slovenský malíř (* 4. července 1845)
- 1921
  - Zeno Welsersheimb, předlitavský šlechtic, generál a politik (* 1. prosince 1835)
  - Luigi Mancinelli, italský dirigent a skladatel (* 6. února 1840)
  - Andrea Carlo Ferrari, arcibiskup Milána a kardinál (* 13. srpna 1850)
- 1924 – Aleksa Šantić, srbský básník (* 27. května 1868)
- 1926 – Karl von Weizsäcker, německý politik (* 25. února 1853)
- 1939 – Vladimír Šuchov, ruský vědec (* 28. srpna 1853)
- 1940 – Vsevolod Emiljevič Mejerchold, ruský avantgardní režisér (* 28. února 1874)
- 1942 – Daniil Charms, ruský surrealistický spisovatel (* 30. prosince 1905)
- 1944
  - Walter Heitz, německý generál Wehrmachtu (* 8. prosince 1878)
  - Albert Hodges, americký šachový mistr (* 21. července 1861)
- 1945 – Alfred Delp, jezuita a odpůrce nacismu (* 15. září 1907)
- 1948 – Bevil Rudd, jihoafrický, sprinter, olympijský vítěz v běhu na 400 metrů z roku 1920 (* 5. října 1894)
- 1949 – Karol Krčméry, československý politik (* 29. listopadu 1859)
- 1950 – Constantin Carathéodory, řecký matematik (* 13. září 1873)
- 1955 – Oswald Avery, americký lékař, molekulární biolog (* 21. října 1877)
- 1961 – Joseph Orbeli, ruský orientalista arménského původu (* 20. března 1887)
- 1963 – Herbert Samuel, britský politik a diplomat (* 6. listopadu 1870)
- 1969 – Boris Karloff, anglický herec (* 23. listopadu 1887)
- 1970 – Bertrand Russell, anglický filozof, logik a spisovatel, nositel Nobelovy ceny za literaturu (* 18. května 1872)
- 1974
  - Jean Absil, belgický hudební skladatel (* 23. října 1893)
  - Imre Lakatos, maďarsko-britský filosof (* 9. listopadu 1922)
- 1975 – Pier Paolo Pasolini, italský spisovatel a herec (* 5. března 1922)
- 1979 – Sid Vicious, britský punkový hudebník (* 10. května 1957)
- 1980 – William Howard Stein, americký biochemik, Nobelova cena za chemii 1972 (* 25. června 1911)
- 1987 – Alistair MacLean, britský spisovatel (* 21. dubna 1922)
- 1989 – Ondrej Nepela, slovenský krasobruslař (* 22. ledna 1951)
- 1990 – Paul Ariste, estonský lingvista a folklorista (* 3. února 1905)
- 1994
  - Marija Gimbutasová, americká archeoložka (* 23. ledna 1921)
  - Kurt David, německý spisovatel (* 13. července 1924)
- 1995
  - André Frossard, francouzský katolický spisovatel, publicista a filozof (* 14. ledna 1915)
  - Fred Perry, anglický tenista (* 18. května 1909)
  - Muhammad Siad Barre, somálský diktátor (* 6. října 1919)
  - Donald Pleasence, britský herec (* 5. října 1919)
- 1996 – Gene Kelly, americký zpěvák, herec a tanečník (* 23. srpna 1912)
- 1997 – Sanford Meisner, americký herec (* 31. srpna 1905)
- 1998
  - Haroun Tazieff, francouzský geolog a vulkanolog (* 11. května 1914)
  - Raymond Cattell, americký psycholog (* 20. března 1905)
- 2004 – Alvino Rey, americký hudebník (* 1. července 1908)
- 2005 – Max Schmeling, německý boxer (* 28. září 1905)
- 2008
  - Barry Morse, britsko-kanadský herec (* 10. června 1918)
  - Joshua Lederberg, americký molekulární biolog, Nobelova cena (* 23. května 1925)
- 2012 – Fatma Neslişah, princezna Osmanské říše a princezna Egypta (* 4. února 1921)
- 2013 – Chris Kyle, americký voják, člen United States Navy SEALs (* 8. duben 1974)
- 2014
  - Gerd Albrecht, německý dirigent (* 19. července 1935)
  - Philip Seymour Hoffman, americká herec, režisér a producent (* 23. července 1967)
- 2015 – Joseph Alfidi, americký dirigent a klavírista (* 28. května 1949)
- 2022 – Monica Vittiová,  italská herečka (* 3. listopadu 1931)

## Svátky

### Česko
- Nela
- Aida
- Kornélie, Kornel

### Svět
- USA: Groundhog Day (Den svišťů)
- Světový den mokřadů
- Slovensko – Erik a Erika
- Polsko – Miroslaw

Liturgický kalendář
- Uvedení Páně do chrámu
- Hromnice
- Alfred Delp

## Pranostiky

### Česko
- Na Hromnice kalužky – budou jabka i hrušky.
- Na Hromnice – půl zimnice – půl píce.
- Na Hromnice zimy polovice.
- Hromnice – půl krajíc, půl píce a bůhví, co ještě více.
- Na Hromnice zima s létem potkala se.
- Na Hromnice vezmi dvě kabanice.
- Na Hromnice – skřivánek přes hranice.
- Na Hromnice musí skřivánek vrznout, i kdyby měl zmrznout.
- Jak dlouho skřivan před Hromnicemi vrzá, tak dlouho po nich zmrzá.
- Je-li o Hromnicích studeno, přijde brzy jaro.
- Na Hromnice má sedlák raději vlka ve chlévě i ženu na marách než slunce.
- Pakli o Hromnicích jasno bývá, jistě potom zima dodržívá;
jestli ale bouřlivo a sněžení, jistě že jaro daleko není.
- Hromnice jasné a čisté, potrvá déle zima jistě.
Pakli sněží nebo hřímá, jaro jistě vblízku dlívá.
- Svítí-li slunce na Hromnice, bude zimy o šest neděl více.
- Jestli slunce svítí na den Hromnic, sníh bude ještě větší než prve.
- Svítí-li o Hromnicích celý den, tahej, sedláče, slámu z hnoje ven!
- Na Hromnice jasná noc – bude ještě mrazů moc.
- Je-li na Hromnice světlý den, bude konopě i len.
- Panenka Maria hromničná čistá – úroda jistá.
- Když o Hromnicích svítí slunce, bude prý úrodný rok.
Potřebuje svítit jen tak dlouho, nežli bys se čtyřmi páry koňů otočil.
- Když na Hromnice svítí, budou dlouhé niti.
- Svítí-li slunce na Hromnice, hojnost žita i pšenice.
- Tmavé Hromnice – sedláka radost;
jasno-li ale, sněží ještě dost.
- Pošmourný Hromnice – sedlákům milý velice.
- O Hromnicích zamračeno – sedlákovi spomoženo.
- Na Hromnice – chumelice, netrvá pak zima více.
- Chumelice na Hromnice končí zimu tuhou;
jestli pak jasný den, očekávej druhou.
- Když na Hromnice ze střech teče, zima dlouho se povleče.
- Když o Hromnicích sněží, jaro není daleko.
- Kdyby o Hromnicích napadlo jen tolik sněhu
co je na černé krávě znát, bude úrodný rok.
- Jestli na Hromnice mrzne a sněží, úrodný rok na to běží.
- Na Hromnice – sněženice, medvěd otevírá boudu;
není-li vánice, zavírá ji.
- Metelice na Hromnice cesty umetá a píci podmetá.
- Přejdou Hromnice – konec sanice.
- O Hromnicích déšť – na jaře sníh
o Hromnicích sníh – na jaře déšť.
- Zelené Hromnice – bílé Velikonoce.
- Na Hromnice husa po vodě – na Velikonoce po ledě.
- Na Hromnice kopalinky – uschovávejte obědinky.
- Na Hromnice o hodinu více.
- Leze-li jezevec o Hromnicích z díry, za čtyři neděle zpátky zas pílí.
- O Hromnicích anebo okolo Hromnic jistá zima bývá;
odkudž mnozí chtějí, že jest toho času polovice zimy.

| 2. únor v pražském KlementinuÚdaje jsou platné k 11. 3. 2025. | 2. únor v pražském KlementinuÚdaje jsou platné k 11. 3. 2025. | 2. únor v pražském KlementinuÚdaje jsou platné k 11. 3. 2025. |
| minimum                                                       | denní průměr                                                  | maximum                                                       |
| ------------------------------------------------------------- | ------------------------------------------------------------- | ------------------------------------------------------------- |
| −24,1 °C (1830)                                               | 1,6 °C (od 1961)                                              | 15,1 °C (2002)                                                |